# 리틀 브라더
《리틀 브라더》(영어: Little Brother)는 코리 닥터로의 2008년 장편소설이다. '빅 브라더'로 은유되는 국가기관에게 테러 용의자로 몰린 소년들의 이야기를 다룬다. 대한민국에는 아작에서 최세진 번역으로 출간되었다.

## 작품 소개
발표하는 작품마다 논쟁을 불러일으키는 문제 작가 코리 닥터로우의 대표작 『리틀 브라더』. 한 명의 ‘소년’이 ‘세상을 구하는’ 이야기를 들려준다. 학교 전산망 해킹이 주특기이고, 수업 땡땡이가 취미인 삐딱한 열일곱 살 소년 마커스 얄로우. 우연히 게임을 하던 중 친구들과 함께 테러 용의자가 되고, 국가기관으로부터 갖은 고초를 당하고 감시까지 받게 된 소년은 이에 맞서 한판 유쾌한 싸움을 벌인다.

## 등장인물
- 마커스 얄로우(Marcus Yallow)
- 앤지 카벨리(Ange Carvelli)
- 대릴 글러버(Darryl Glover)
- 버네사 박(Vanessa Pak)
- 호세 루이스 토레스(Jose Luis Torrez)
- 드루 얄로우(Drew Yallow)
- 릴리안 얄로우(Lillian Yallow)
- 찰스 워커(Charles Walker)
- 갈베즈 선생(Ms. Galvez)
- 바바라 스트랫퍼드(Barbara Stratford)
- 마샤(Masha)
- 젭(Zeb)
- 캐리 존스턴(Carrie Johnstone)